# Angelo Kim Nam-su
Angelo Kim Nam-su (1922 - 2002) là một Giám mục người Hàn Quốc của Giáo hội Công giáo Rôma. Ông nguyên là Giám mục Đại diện Giáo hội Công giáo tại Quân đội Hàn Quốc và Chủ tịch Hội đồng Giám mục Hàn Quốc. Trước đó, ông cũng từng đảm nhiệm các vị trí khác nhau như Giám mục chính tòa Giáo phận Suwon, Tổng Tuyên úy Quân đội Hàn Quốc.

## Tiểu sử
Giám mục Angelo Kim Nam-su sinh ngày 4 tháng 6 năm 1922 tại Suwon-shi, thuộc Hàn Quốc. Sau quá trình tu học dài hạn tại các cơ sở chủng viện theo quy định của Giáo luật, ngày 17 tháng 10 năm 1948, Phó tế Kim, 26 tuổi, tiến đến việc được truyền chức linh mục.
Sau hơn 25 năm thực thi các hoạt động mục vụ với sứ vụ là một người linh mục, 5 tháng 10 năm 1974, tin tức từ Tòa Thánh loan báo tin về việc Giáo hoàng đã tuyển lựa linh mục Angelo Kim Nam-su, 52 tuổi, gia nhập hàng ngũ giám mục Công giáo hoàn vũ, với vị trí được trao phó là Giám mục chính tòa Giáo phận Suwon. Lễ tấn phong cho vị giám mục tân chức được tổ chức sau đó vào ngày 21 tháng 11 cùng năm, với phần nghi thức chính yếu được cử hành cách trọng thể bởi 3 giáo sĩ cấp cao. Chủ phong cho vị tân giám mục là Tổng giám mục Victorinus Youn Kong-hi, Tổng giám mục Tổng giáo phận Gwangju. Hai vị còn lại, với vai trò phụ phong, gồm có Tổng giám mục Luigi Dossena, Quyền Sứ thần Tòa Thánh tại Hàn Quốc và Tổng giám mục Paul Marie Kinam Ro, nguyên Tổng giám mục Tổng giáo phận Seuol. Tân giám mục chọn cho mình châm ngôn:Ut sint unum / 모두 하나가 되게 하소서.
Hơn 10 năm sau đó, Tòa Thánh loan báo tin bổ nhiệm thêm chức vụ cho Giám mục Kim kiêm thêm, đó lại vị trí Tổng Tuyên úy Quân đội Hàn Quốc. Thông tin loan báo ngày 22 tháng 11 năm 1983, và ông giữ vị trí này đến ngày 21 tháng 7 năm 1986 thì chức danh được thay đổi là Đại diện thường trực Giáo hội Công giáo tại Quân đội Hàn Quốc. Nhiệm vụ của giám mục Kim chỉ chấm dứt sau khi Tòa Thánh tuyên bố đã chấp thuận đơn xin từ nhiệm khỏi nhiệm vụ này trong quân đội của vị giám mục 65 tuổi, vào ngày 23 tháng 10 năm 1989.
Ngày 4 tháng 6 năm 1997, Tòa Thánh chấp thuận đơn từ nhiệm Giám mục chính tòa Suwon của ông. Giám mục Kim qua đời sau đó vào ngày 1 tháng 6 năm 2002, ở tuổi 80.